# 邵士梅
邵士梅，字峄晖，山東濟寧人。清初政治人物。

## 生平
順治十六年（1659年）己亥科三甲進士。任登州府儒學教授。遷吳江縣知縣，病歸。

## 轶事
《聊齋誌異》記載其能記前生之奇事。《清稗类钞》又述其三世夫婦之奇事。